# Fédération française d'équitation
Pour les articles homonymes, voir FFE.
La Fédération Française d'Équitation (FFE) est une association à but non lucratif assurant la gestion, la promotion et le développement des disciplines équestres en France. Elle concourt également à la sélection des chevaux de sport et de loisir.
La FFE est membre de la Fédération équestre internationale (FEI) et du Comité national olympique et sportif français (CNOSF).
En 2022, la FFE compte 692 300 licenciés. Elle est la troisième fédération sportive (unisport) française en nombre de licenciés, la quatrième en additionnant tous les titres de participations à une fédération et la deuxième fédération équestre mondiale. Les femmes représentent 83% des licenciés de la FFE et 27% ont moins de dix ans. Un des défis de la fédération est d'inciter les jeunes qui grandissent à continuer l'équitation sportive. Entre 1984 et 2011, la Fédération française d'équitation voit son nombre de licenciés augmenter de 374 %.

## Histoire

### Généralités
La Fédération française des sports équestres est créée en 1921. En 1963, une Association nationale pour le tourisme équestre (ANTE) nait grâce au soutien des Haras nationaux, et elle prend de l'essor grâce au nouvel engouement populaire vers l'équitation de loisirs. En 1971, le Poney Club de France apparait, grâce au soutien renouvelé des Haras nationaux, récoltant le fruit de la pénétration de la pratique du poney auprès des enfants.
Ainsi, jusqu'en 1987, le monde du cheval en France est divisé en trois entités indépendantes, avant que la Fédération française d'équitation (FFE) soit créée cette année-là, en unifiant et regroupant les entités. Des délégations sont néanmoins mises en place : la Délégation nationale aux sports équestres (DNSE) ; la Délégation nationale au tourisme équestre (DNTE) ; la Délégation nationale à l'équitation sur Poneys (DNEP).
En 1999, les statuts de la FFE évoluent et les délégations sont dissoutes bien que les spécialités soient toujours représentées au Comité directeur, qui comprend un Comité Cheval, un Comité Poney, un Comité Tourisme et un Collège Compétition.

### Loi de modernisation sur le sport en 2000
La loi de modernisation sur le sport de 2000 oblige à créer de nouveaux statuts. Ceux-ci, portant création du CREIF, sont approuvés par les centres équestres avec 94,24 % des suffrages exprimés. Les anciens organismes antérieurement indépendants : Comité régional de tourisme équestre, Délégation régionale à l'équitation sur poney (DREP) et Ligue régionale des sports équestres ont été regroupés au sein même du CREIF ; lequel garantissait la pérennisation de leur spécificité. Le CREIF a hérité par fusion-absorption des Ligues de Fontainebleau, Versailles, l'ARTE et la DREP Île-de-France. Cette restructuration administrative est mise en conformité avec les administrations régionales d'État et des organismes politiques.
Le CREIF se retrouve à la tête de 8 départements : Paris, Seine-et-Marne, Yvelines, Essonne, Hauts-de-Seine, Seine-Saint-Denis, Val-de-Marne et Val-d'Oise représentant plus de 600 associations et établissements équestres affiliés à la FFE et plus de 100 000 licenciés et a pour mission d'encourager, promouvoir, développer et organiser les activités équestres sous toutes les formes et pratiques.
Le CREIF est un des 23 organes déconcentrés de la FFE à la suite de la loi de modernisation sur le sport.

## Affaires liées à la Présidence de Serge Lecomte (2004-2024)
Durant la présidence de Serge Lecomte, entre 2004 et 2024, plusieurs affaires judiciaires et touchant à la démocratie ont attiré l'attention médiatique.

### Administration judiciaire et retrait de l'agrément ministériel
Par arrêté du 2 et du 3 août 2005, la FFE perd l'agrément et la délégation du Ministère de la Jeunesse, des Sports et de la Vie associative. Il est reproché à la Fédération de ne pas avoir mis ses statuts en conformité avec la loi dite "Lamour" no 2003-708 du 1er août 2003. Le Ministère de l'Agriculture et de la Pêche retire également son agrément par arrêté du 6 octobre 2005.
Le 2 décembre 2004, après une série de batailles internes menées par Serge Lecomte contre Jacqueline Reverdy, première femme Présidente de la Fédération, une élection est provoquée à la suite de la démission de cette dernière. Serge Lecomte remporte le scrutin et devient Président de la Fédération Française d'Equitation, mais le ministre des Sports de l'époque Jean-François Lamour menace la FFE de retirer sa délégation ministérielle de la fédération en raison de statuts non conformes. La FFE est placée sous administration judiciaire par le Ministère, à la suite de l'annulation de l'élection de Serge Lecomte par le tribunal de grande instance de Paris.
Afin d'assurer la continuité du service public, le Comité national olympique et sportif français (CNOSF) exerce provisoirement les prérogatives perdues par la FFE à la suite des retraits d'agrément et de délégation. Il a en particulier autorité sur l'organisation des compétitions et le sport de haut niveau. Une Commission spécialisée équitation est mise en place. Différents accords entre la FFE et le CNOSF permettent un fonctionnement normal des activités, en particulier pour les concours et le sport de haut niveau.
De nouveaux statuts de la FFE sont adoptés, et les pouvoirs publics accordent de nouveau l'agrément à la FFE en septembre 2006. Par arrêté en date du 21 décembre 2006, le Ministre de la Jeunesse, des Sports et de la Vie associative accorde à la Fédération française d'équitation la délégation prévue à l'article 131-14 du Code du sport, mettant ainsi fin à plusieurs années de conflits entre l'association et les pouvoirs publics. La même année, Serge Lecomte est réélu à la présidence la fédération.
Par arrêté en date du 21 décembre 2006, le Ministre de la Jeunesse, des Sports et de la Vie associative a de nouveau accordé à la Fédération française d'équitation la délégation prévue à l'article 131-14 du Code du sport, mettant ainsi fin à plusieurs années de conflits entre l'association et les pouvoirs publics.
En 2008, les statuts de la FFE évoluent encore. Le siège social est déplacé de Boulogne-Billancourt au Parc équestre fédéral de Lamotte-Beuvron.

### Prises illégales d'intérêt
Peu après sa réélection, en 2011, Serge Lecomte est renvoyé devant le tribunal correctionnel pour prise illégale d'intérêts,. Il lui est reproché un financement de 2,5 millions d'euros provenant de la FFE entre 2001 et 2006 au syndicat Groupement hippique national (GHN) alors qu'il était lui-même président de ce syndicat pendant cette période.

### Pédocriminalité

#### Affaire Caudal
En décembre 2012, Serge Lecomte est réélu pour son 4e mandat de président de la fédération. L'année suivante, Mediapart révèle qu'il a engagé Loïc Caudal à la Fédération Française d'Equitation, alors que ce dernier avait été condamné à deux reprises pour agression sexuelle sur mineurs lorsqu'il était moniteur dans les clubs de Serge Lecomte,.

#### Affaire Quéguiner
Pendant sa campagne pour un cinquième mandat, en 2021, Serge Lecomte créé l'indignation, en portant plainte contre la première femme victime à avoir dénoncé la pédocriminalité dans l'équitation, pour diffamation au nom de la FFE. Une pétition est publiée sur Change.org pour demander que la plainte soit retirée, expliquant que la Fédération d'Equitation est la première organisation sportive à porter plainte contre une victime d'abus sexuels, refusant de fait d'entendre la parole des victimes et de l'accompagner. Plus de 20 000 personnes signent cette pétition. Quelques jours plus tard, une tribune est publiée dans le journal L'Obs, signée par de nombreux sportifs demandant à la FFE de retirer la plainte.
Le 21 avril 2021, toujours pendant la campagne, alors qu'une équipe de Quotidien se rend dans son club pour l’interroger sur les affaires de pédocriminalité dans ses clubs et la Fédération, Serge Lecomte dit ne pas savoir ce qu'est le mouvement #Metoo : « la vague #MeToo ? Qu'est ce que vous appelez la vague #MeToo ? Je ne vais pas sur les réseaux sociaux moi, donc ne me demandez pas ce qu'on y voit. »

#### Commission d'enquête parlementaire
Interrogé par la commission d’enquête parlementaire sur le sport en novembre 2023, Serge Lecomte accuse Mediapart d'avoir publié une enquête à charge, et apparaît « tendu et maladroit ».
En novembre 2023, interrogé avec son Directeur Général et futur successeur à la Présidence, Frédéric Bouix, par la commission d’enquête parlementaire sur les dysfonctionnements dans les fédérations sportives, Serge Lecomte suscite de nouveau l'attention médiatique : alors que la Voix du Nord le décrit comme « tendu et maladroit » pendant son audition, il qualifie les affaires de pédocriminalité dans lesquelles il a été cité comme des "affaires de voleurs de pommes", ce qui suscite l'indignation générale et provoque la colère des députés Stéphane Mazars et Sabrina Sebaihi.
Le 19 janvier 2024, le Parquet de Paris annonce que Serge Lecomte est poursuivi pour parjure suite à son audition devant la Commission d'enquête parlementaire.

### Verrouillage démocratique[18]

#### 2016
En novembre 2016, Serge Lecomte est réélu président de la FFE, mais doit affronter pour la première fois un candidat d'opposition. En effet, Hervé Godignon se présente également, protestant contre la suppression du droit de vote de près de la moitié des clubs adhérents à la fédération récemment décidée par Serge Lecomte. Ce dernier remporte néanmoins le scrutin par 59,03 % des voix contre 39,19 %. C'est la première fois qu'il l'emporte avec un résultat aussi serré à l'élection.

#### 2021
En avril 2021, pour la première fois trois candidats se présentent : Serge Lecomte, Anne de Sainte Marie et Jacob Legros. L'élection a lieu dans un contexte très tendu et attire l'attention médiatique dans un contexte de questionnement général sur le fonctionnement des fédérations sportives,,. Anne de Sainte-Marie rappelle que Lecomte était au courant de la condamnation de Loïc Caudal pour pédocriminalité comme évoqué par Mediapart, mais qu'il n'a rien fait à ce sujet.
L'élection est historique : pour la première fois dans l'histoire de la fédération, une série de trois débats est organisée en direct sur Facebook, à la demande d'Anne de Sainte Marie, pour permettre aux candidats de faire valoir leurs programmes, alors que les statuts de la Fédération n'autorisent aucun candidat à s'adresser aux électeurs,, ce qui est considéré par les opposants à Serge Lecomte comme l'illustration du verrouillage qu'il a opéré en modifiant les statuts de la Fédération.
Pour la première fois, Serge Lecomte n'a pas la majorité au premier tour, et doit donc affronter Anne de Sainte Marie dans un second. A l'issue du second tour, Serge Lecomte remporte finalement le scrutin à 54% des voix contre 46%, avec une participation record de la part des adhérents.

## Après Serge Lecomte (2025-)
Touché par l'impossibilité de se présenter pour un nouveau mandat, Serge Lecomte désigne son Directeur Général, Frédéric Bouix, pour être son successeur, à la faveur d'une nouvelle modification statutaire lui permettant désormais de pouvoir se présenter tout en étant salarié du Ministère des Sports.
La fédération française d'équitation invalide la candidature du seul concurrent de Frédéric Bouix, Emmanuel Feltesse, Président du Comité Régional d'Ile-de-France, au motif que l'un des colistiers ne remplissait pas les critères. Malgré sa volonté de faire valoir le droit à l'erreur et la proposition immédiate d'un remplaçant pour assurer un débat démocratique entre deux candidats, la Fédération dirigée par Serge Lecomte et Frédéric Bouix rejette définitivement la candidature d'Emmanuel Feltesse,.
Sans opposition, Frédéric Bouix est élu Président de la FFE pour la période 2025-2028.

## Licenciés
| Année | Total Licenciés | Femmes  | Femmes    | Hommes  | Hommes    | Évolution par rapport à l'année précédente | Commentaires |
| ----- | --------------- | ------- | --------- | ------- | --------- | ------------------------------------------ | ------------ |
| 1984  | 145 071         | -       | -         | -       | -         | -                                          | -            |
| 1985  | 147 108         | -       | -         | -       | -         | ▲ +1,4 %                                   | -            |
| 1986  | 160 235         | -       | -         | -       | -         | ▲ +8,92 %                                  | -            |
| 1987  | 166 915         | -       | -         | -       | -         | ▲ +4,17 %                                  | -            |
| 1988  | 166 952         | -       | -         | -       | -         | ▲ +0,02 %                                  | -            |
| 1989  | 166 154         | -       | -         | -       | -         | ▼ −0,48 %                                  | -            |
| 1990  | 214 007         | -       | -         | -       | -         | ▲ +28,8 %                                  | -            |
| 1991  | 230 575         | -       | -         | -       | -         | ▲ +7,74 %                                  | -            |
| 1992  | 239 282         | -       | -         | -       | -         | ▲ +3,78 %                                  | -            |
| 1993  | 258 808         | -       | -         | -       | -         | ▲ +8,16 %                                  | -            |
| 1994  | 274 873         | -       | -         | -       | -         | ▲ +6,21 %                                  | -            |
| 1995  | 325 670         | -       | -         | -       | -         | ▲ +18,48 %                                 | -            |
| 1996  | 345 882         | -       | -         | -       | -         | ▲ +6,21 %                                  | -            |
| 1997  | 364 686         | -       | -         | -       | -         | ▲ +5,44 %                                  | -            |
| 1998  | 391 624         | -       | -         | -       | -         | ▲ +7,39 %                                  | -            |
| 1999  | 411 657         | -       | -         | -       | -         | ▲ +5,12 %                                  | -            |
| 2000  | 434 980         | -       | -         | -       | -         | ▲ +5,67 %                                  | -            |
| 2001  | 432 498         | 319 640 | (73,91 %) | 112 858 | (26,09 %) | ▼ −0,57 %                                  | -            |
| 2002  | 447 139         | 332 798 | (74,43 %) | 114 341 | (25,57 %) | ▲ +3,39 %                                  | -            |
| 2003  | 462 955         | 348 045 | (75,18 %) | 114 910 | (24,82 %) | ▲ +3,54 %                                  | -            |
| 2004  | 484 760         | 368 699 | (76,06 %) | 116 061 | (23,94 %) | ▲ +4,71 %                                  | -            |
| 2005  | 513 615         | 394 767 | (76,86 %) | 118 848 | (23,14 %) | ▲ +5,95 %                                  | -            |
| 2006  | 523 696         | 406 241 | (77,57 %) | 117 455 | (22,43 %) | ▲ +1,96 %                                  | -            |
| 2007  | 553 560         | 434 838 | (78,55 %) | 118 722 | (21,45 %) | ▲ +5,7 %                                   | -            |
| 2008  | 600 805         | 477 172 | (79,42 %) | 123 633 | (20,58 %) | ▲ +8,53 %                                  | -            |
| 2009  | 650 805         | 524 195 | (80,55 %) | 126 242 | (19,40 %) | ▲ +8,32 %                                  | -            |
| 2010  | 687 334         | 558 932 | (81,32 %) | 128 398 | (18,68 %) | ▲ +5,61 %                                  | -            |
| 2011  | 705 783         | 580 000 | (82,18 %) | 125 783 | (17,82 %) | ▲ +2,68 %                                  | -            |
| 2012  | 706 449         | 582 788 | (82,50 %) | 123 661 | (17,50 %) | ▲ +0,09 %                                  | -            |
| 2013  | 694 480         | 574 728 | (82,76 %) | 119 752 | (17,24 %) | ▼ −1,69 %                                  | -            |
| 2014  | 689 043         | 570 709 | (82,83 %) | 118 334 | (17,17 %) | ▼ −0,78 %                                  | -            |
| 2015  | 673 026         | 557 821 | (82,88 %) | 115 205 | (17,12 %) | ▼ −2,32 %                                  | -            |
| 2016  | 663 194         | 549 935 | (82,92 %) | 113 259 | (17,08 %) | ▼ −1,46 %                                  | -            |
| 2017  | 644 800         | 535 165 | (83,00 %) | 109 635 | (17,00 %) | ▼ −2,77 %                                  | -            |
| 2018  | 628 262         | 521 656 | (83,03 %) | 106 606 | (16,97 %) | ▼ −2,56 %                                  | -            |
| 2019  | 617 524         | 513 492 | (83,15 %) | 104 032 | (16,85 %) | ▼ −1,71 %                                  | -            |
| 2020  | 601 166         | 502 550 | (83,60 %) | 98 616  | (16,40 %) | ▼ −2,65 %                                  | -            |
| 2021  | 665 873         | 557 724 | (83,76 %) | 108 149 | (16,24 %) | ▲ +10,76 %                                 | -            |
| 2022  | 692 396         | 585617  | (84,58 %) | 106779  | (15,42 %) | ▲ +3,98 %                                  | -            |
| 2023  | 675 186         | -       | -         | -       | -         | ▼ −2,49 %                                  | -            |
| 2024  | 648 257         | -       | -         | -       | -         | ▼ −3,99 %                                  | -            |

Évolution du nombre de licenciés de la FFE :
Pour des raisons techniques, il est temporairement impossible d'afficher le graphique qui aurait dû être présenté ici.

## Liste des présidents
- 1921 : Georges du Teil
- 1931 : Général Détroyat
- 1942 : Général Decarpentry
- 1943 : J. de Juigné
- 1951 : A. Polet-Ternynck
- 1959 : Pierre Guichené
- 1963 : Renom de France
- 1970 : Jean Caucanas
- 1973 : Édouard Pouret
- 1976 : Christian Legrez
- 1985 : Jean-François Chary
- 1988 : Jean Soyer
- 1989 : Loïc Le Masne de Chermont
- 1993 : Pierre Durand
- 1998 : Jacqueline Reverdy[32]
- 2004 : Serge Lecomte

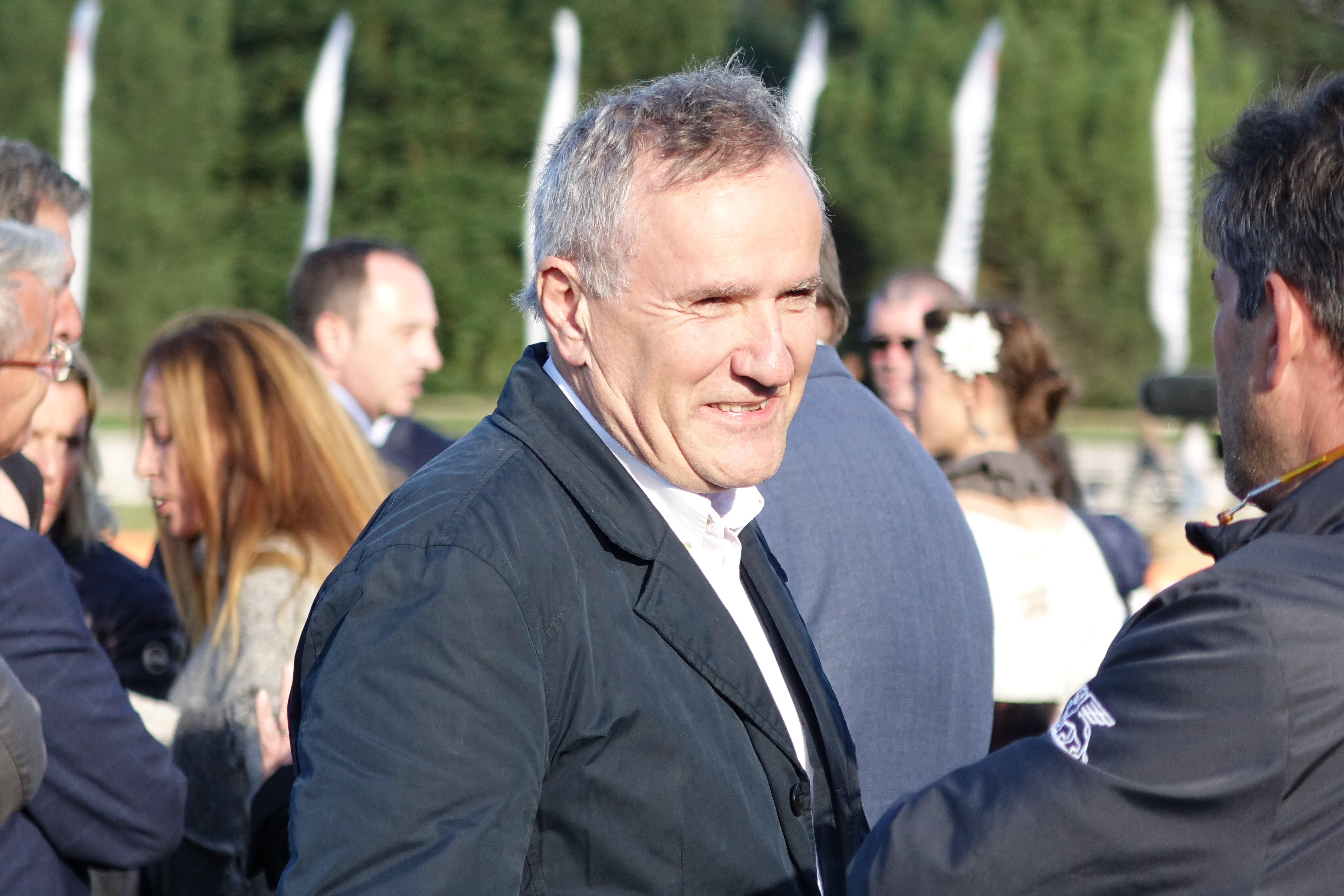
Serge Lecomte, président de la Fédération française d'équitation, en 2015.

- 2005 : administration judiciaire à la suite de l'annulation de l'élection de Serge Lecomte par le tribunal de grande instance de Paris
- 2006 : Serge Lecomte
- 2024 : Frédéric Bouix